# Neocytherideis crenulata
Neocytherideis crenulata is een mosselkreeftjessoort uit de familie van de Neocytherideididae. De wetenschappelijke naam van de soort is voor het eerst geldig gepubliceerd in 1929 door Klie.